# Aéroport de Kamisuku
L’Aéroport de Kamisuku (ICAO : FZOC) est un aéroport de l'est de la République démocratique du Congo desservant la ville de Kalima, une cité minière du territoire de Pangi dans la province du Maniema ,. 
La balise non directionnelle de Kalima (Ident : KAL) est située à 7,7 milles nautiques (14,3 km) à l'est-sud-est de l'aéroport.

## Situation en RDC
| Bandundu Basango Mboliasa Bunia Gbadolite Gemena Goma Ilebo Kalemie Kananga Kikwit Kindu Kinshasa-Ndjili Kinshasa-N'Dolo Kisangani Kolwezi Lodja Lubumbashi Matari Matadi Mbandaka Mbuji Mayi Nioki Tshikapa Tshumbe |